# Nduruma (Mwanza)
Nduruma è una circoscrizione rurale (rural ward) della Tanzania situata nel distretto di Ukerewe, regione di Mwanza. Conta una popolazione di 16 397 abitanti (censimento 2012).